# Pyrrhula cineracea
Pyrrhula cineracea — дрібний птах із роду снігур родини в'юркових. Осілий і кочовий вид із невизначеним таксономічним статусом. Мешкає в Північній і Східній Азії, селиться в тайзі. Живиться ягодами і насінням.
Латинська назва в дослівному перекладі означає «снігур сірий», оскільки у самців цього виду немає яскравого забарвлення, властивого спорідненим видам. В англійській мові цю особливість підкреслює назва «снігур сивий». Крім того, Pyrrhula cineracea можуть називати «снігуром байкальським» за місцем проживання в околицях озера Байкал. Нез'ясоване походження англійської альтернативної назви «снігур великий», адже представники цього виду за розмірами дрібніші, ніж звичайні снігурі.

## Опис
Дрібний птах розміром трохи більший за хатнього горобця, виглядає тлустим. Вага 22—30 г, довжина тіла 13—17 см, довжина крила 8,3—9,7 см, розмах крил 22—27 см.
В загальних рисах статурою і малюнком оперення схожий на звичайного снігура. У дорослих особин верх голови, вуздечка і підборіддя чорні. Щоки, шия, груди, плечі, спина і черевце без підхвістя сірі, причому на верхній частині тіла сірий колір темніший, ніж на нижній. Рульові та махові пера крил, а також хвіст чорні з синюватим металічним полиском. Крила перетинає вузька світло-сіра смуга. Поперек і підхвістя білі. Очі з темною райдужкою. Дзьоб чорний. Лапи темно-бурі, майже чорні.
Статевий диморфізм виражений слабко. Різниця між самцем і самицею полягає в тому, що у самця забарвлені в сірий колір частини тіла мають попелястий відтінок, а у самиці — рожевувато-сірий. Іноді у самців може проступати червонуватий відтінок на череві, спині, щоках, однак ця риса непостійна і має індивідуальний характер. Молоді особини мають вохристо-коричнювате оперення з чорними маховими і рульовими перами крил, однак без чорної шапочки, як у дорослих особин.

### Визначення

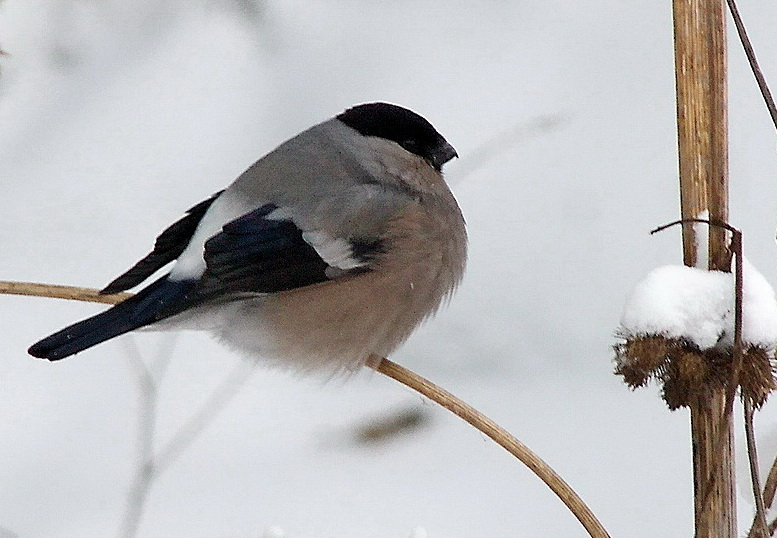
Доросла самиця.

Слід зазначити, що самиці і молодь цього виду забарвленням дуже схожі на таких же особин звичайного снігура, що, по-перше, ускладнює їх визначення в польових умовах, а по-друге, дає підставу деяким систематикам тлумачити цей таксон як підвид останнього. Визначальна відмінність самиць Pyrrhula cineracea полягає в тому, що у них зовнішнє опахало внутрішнього махового пера темно-сіре, в той час як у самиць звичайного снігура воно червоне. При цьому слід враховувати, що покривні пера крила часто закривають цю червонувату плямку. Крім того, самиці Pyrrhula cineracea мають вузьку світло-сіру поперечну смугу на крилі, а самиці звичайного снігура — широку білу.

### Вокалізація
Пісня Pyrrhula cineracea тиха, складається з приємних колінець, що включають дзижчання, свисти, скрипи. Позивний сигнал — короткий посвист «ф'ю» з явно меланхолійним звучанням. Як правило, самці співають у гіллі дерев.

## Поширення
Гніздовий ареал Pyrrhula cineracea охоплює тайгову зону Сибіру, Далекого Сходу, а також окремі гірські райони на півночі Центральної Азії, як от Алтайські гори тощо. Західний кордон ареалу пролягає через долину Обі, на півночі він тягнеться уздовж 59-ї паралелі до узбережжя Охотського і Японського морів. З півдня зону розповсюдження цього виду окреслює умовна лінія, що пролягає від Південного Алтаю через Танну-Ула, Хангай, Хамар-Дабан, Кентей, північ Великого Хінгану, долину Сунгарі на висоті 46-ї паралелі до південної частини Сіхоте-Аліня. Під час зимових кочівель цих снігурів спостерігали на Корейському півострові, півночі Китаю, у степах Забайкалля і на заході Казахстану в долині Сирдар'ї.
На місцях гніздування Pyrrhula cineracea тяжіють до лісів середнього і високого гірських поясів, найчастіше їх можна зустріти у висотному діапазоні 1400—1800 м. Тут вони часто сусідять зі звичайними снігурами і Pyrrhula griseiventris, однак займають із ними різні біотопи. Улюблені оселища цього виду — кедрові, ялицеві та модринові ліси, в тому числі з домішкою листяних дерев, а також березово-ялинові ліси на узбережжях річок і озер. Під час зимових кочівель зграйки Pyrrhula cineracea навідуються до листяних лісів із розвинутим чагарником ярусом, деревних масивів у заплавах, заростей бур'янів.

## Спосіб життя
Раціон Pyrrhula cineracea такий же як і у звичайного снігура. Його основу складають бруньки, ягоди та насіння різноманітних дерев і кущів. Під час вигодовування пташенят батьки приносять їм комах, однак поза періодом розмноження цей корм ігнорують.
Усю осінь і зиму снігурі цього виду тримаються зграями, у гніздовий період — парами. Співати самці починають наприкінці лютого — у березні, а завершують наприкінці травня. Пари облаштовують гнізда на великій відстані одна від одної. В цей період птахи стають надзвичайно обережними, перестають співати і навіть у випадку небезпеки поблизу гнізда подають сигнали рідко і стиха. Гнізда будують переважно у верхівках високих дерев, однак можуть гніздуватися і на меншій висоті серед деревного підросту. Гніздо Pyrrhula cineracea має форму чаші, збудоване з нещільно укладених деревних гілочок і сухої трави, лоток гнізда птахи зазвичай вистеляють тонкими корінцями, шерстю, ниточками лишайників. Діаметр гнізда становить 13—16 см, висота — 6,5—10 см, розміри лотка, відповідно, дорівнюють 5,5—6,5 см і 3,5—4,5 см.
Відкладання яєць відбувається з травня по липень. Середня кладка налічує 4—5 яєць, довжина яких коливається від 18,3 до 23,1 мм, а ширина — від 13,5 до 15,1 мм (середні показники 20 × 14,8 мм). Вага одного яйця в середньому становить 2,4 г. Шкаралупа яєць матова, зеленкувато-блакитна з численними малиново-чорними і фіолетово-сірими цятками і рисками, скупченими біля тупого кінця. Це відмінна риса від звичайного снігура, у якого малюнок яйця рівномірний, а поверхня блискуча. Інкубація триває 13—15 діб. Насиджує самиця, а самець годує її на гнізді. Пташенята вкриті густим і довгим темно-сірим пухом. Слизова оболонка ротової порожнини у них рожева або червона, по боках глотки — темно-червона або фіолетова, дзьобові валики блідо-жовтого або жовтого кольору. Малечу годують обоє батьків протягом 12—16 діб.
Поршків цього виду спостерігають у липні — на початку серпня. У серпні — вересні Pyrrhula cineracea скупчуються в кочові зграї, частина з яких залишається на місці гніздування, годуючись у різних біотопах, а частина (переважно з північної частини ареалу) здійснює далекі кочівлі на південь. До місць зимової годівлі в Казахстані снігурі цього виду прилітають у жовтні — на початку листопада, а на місця гніздування повертаються у травні. До старих гніздових ділянок пари не прив'язані.

## Таксономія
Аналіз мітохондріальної ДНК показав, що всі шість видів снігурів походять від спільного пращура — смеречника, якого сучасні систематики виділяють в окремий рід Pinicola. Західні орнітологи розглядають сірого снігура як підвид звичайного під назвою Pyrrhula pyrrhula cineracea. На користь цієї версії говорить те, що особини Pyrrhula cineracea з популяцій на крайньому сході ареалу розмірами не поступаються звичайним снігурам, отже, крім незначних деталей забарвлення не мають відмінностей із цими пернатими. У країнах пострадянського простору Pyrrhula cineracea підносять до рангу самостійного виду.